# Rosette di Homer Wright
La rosetta di Homer Wright è un tipo di rosetta in cui cellule tumorali differenziate circondano uno spazio centrale fibrillare. Le rosette di Homer Wright sono definite pseudorosette, dal momento che, a differenza delle vere rosette che contengono un lume vuoto al proprio interno (come le rosette di Flexner-Wintersteiner del retinoblastoma), in queste si ha invece un abbondante contenuto di materiale fibrillare.
Prendono il nome dal patologo statunitense James Homer Wright.
Possono essere riscontrate in numerosi tipi di neoplasia, tra cui il neuroblastoma, il medulloblastoma e il pinealoblastoma, nei quali le cellule neoplastiche circondano il neuropilo. Altra patologia in cui esse possono comparire è il sarcoma di Ewing. Infine in alcuni casi tale anomalia cellulare appare nel linfoma.